# Гироди, Ален
Але́н Гироди́ (фр. Alain Guiraudie; род. 15 июля 1964) — французский кинорежиссёр и сценарист.

## Биография
Получил историческое образование. Дебютировал в кинорежиссуре в 1990 году короткометражной работой Les héros sont immortels. Фильмы снимает по собственным сценариям. Иногда выступает как актёр. В качестве своих эстетических ориентиров называет Райнера Вернера Фасбиндера, Нанни Моретти, Педро Альмодовара, а фильмы Луиса Бунюэля и Глаубера Роши, по признанию Гироди, указали ему «возможность альтернативного пути в кино».
В 2001 году Гироди удостоился премии Жана Виго за короткометражный фильм Ce vieux rêve qui bouge и номинировался с ним на французскую национальную кинопремию «Сезар». Несмотря на плодотворную карьеру, долгое время оставался «известен лишь узкому кругу синефилов», пока в 2013 году его фильм не был впервые отобран в официальную программу Каннского кинофестиваля. Представленная там полнометражная работа «Незнакомец у озера» стала, по оценке журнала «Искусство кино», «одной из самых ярких картин года» и возглавила итоговую десятку лучших фильмов по версии Cahiers du cinéma. «Незнакомец у озера» принёс Гироди приз за режиссуру в каннском конкурсе «Особый взгляд», а также три основные номинации на премию «Сезар» (сценарий, режиссура и лучший фильм года).
Фильмы Гироди затрагивают ЛГБТ-тематику. Является открытым геем. Он подписался в мае 2019, среди 1400 личностей из мира культуры, на форуме «Нас не обмануть!», oпубликовано в газете Libération, чтобы поддержать движение желтых жилетов и подтвердить, что « желтые жилеты - это мы ».

## Фильмография
- 1990 — Les héros sont immortels
- 1994 — Tout droit jusqu’au matin
- 1998 — La force des choses
- 2001 — Du soleil pour les gueux
- 2001 — Ce vieux rêve qui bouge
- 2003 — Pas de repos pour les braves
- 2005 — Voici venu le temps
- 2009 — Король побега / Le roi de l’évasion
- 2013 — Незнакомец у озера / L’inconnu du lac
- 2016 — Стоять ровно / Rester vertical
- 2021 — Пойдем, я отведу тебя туда / Viens, je t'emmène
- 2024 — Милосердие / Miséricorde